# Município de Freedom (condado de Henry, Ohio)
Localização do Ohio nos E.U.A.
O município de Freedom (em inglês: Freedom Township) é um município localizado no condado de Henry no estado estadounidense de Ohio. No ano de 2010 tinha uma população de 946 habitantes e uma densidade populacional de 15,47 pessoas por km².

## Geografia
O município de Freedom encontra-se localizado nas coordenadas 41° 27′ 25″ N, 84° 10′ 18″ O. Segundo a Departamento do Censo dos Estados Unidos, o município tem uma superfície total de 61.16 km², da qual 61,16 km² correspondem a terra firme e (0 %) 0 km² é água.

## Demografia
Segundo o censo de 2010, tinha 946 pessoas residindo no município de Freedom. A densidade populacional era de 15,47 hab./km².